# Thomas Kelly Cheyne

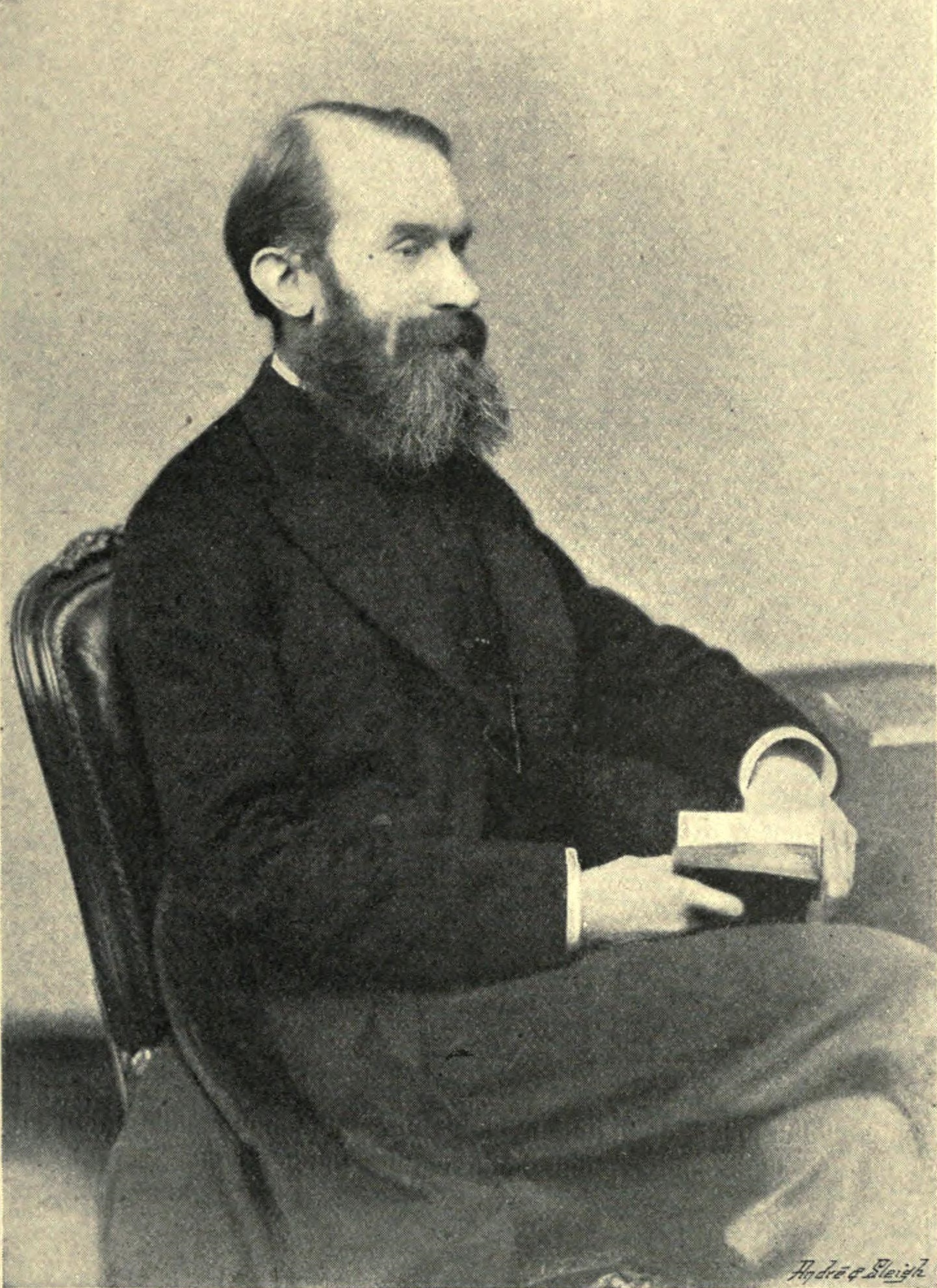
Thomas Kelly Cheyne.

Thomas Kelly Cheyne, född den 18 september 1841, död den 16 februari 1915, var en brittisk teolog.
Cheyne var 1885-1908 professor i exegetik i Oxford. Under studier i Tyskland, där han var lärjunge till Heinrich Ewald, infördes Cheyne i den moderna bibelforskningen och blev en av de första företrädarna för en kritisk teologi i hemlandet. Hans specialområde var Gamla Testamentet, inom vilken disciplin han utgav ett flertal betydande verk, kommentarer till profeterna, psalmerna med mera. Kring 1880-talet utmärktes hans författarskap av viss eftergift för traditionen, då denna kom i konflikt med den vetenskapliga forskningen, men efter hand kom han att företräda en ytterst radikal teologi, som satte så gott som alla kristendomens centralfrågor under debatt.